# Marković
Marković ist ein ursprünglich patronymisch gebildeter, insbesondere serbischer Familienname mit der Bedeutung „Sohn des Marko“.
In anderen slawischen Sprachen tritt auch die Form  Markovič und außerhalb des slawischen Sprachraums vereinzelt die Schreibweise Markovic auf.

## Namensträger

### A
- Aleksa Marković (* 2001), österreichisch-serbischer Fußballspieler
- Aleksandar Marković (* 1975), serbisch-österreichischer Dirigent
- Ana Maria Marković (* 1999), kroatische Fußballspielerin
- Ante Marković (1924–2011), jugoslawischer Politiker, Premierminister von Jugoslawien

### B
- Barbi Marković (* 1980), serbische Autorin
- Boban Marković (* 1964), serbischer Trompeter und Flügelhornist
- Bogdan Marković (1880–1938), jugoslawischer Politiker und Ökonom
- Božidar Marković (* 1993), serbischer Hochspringer
- Branka Marković, montenegrinische Politikerin der Evropa sad!

### D
- Dalibor Marković (* 1975),  deutscher Dichter und Beatboxer
- Dobrivoje Marković (* 1986), aus Jugoslawien stammender Handballspieler serbischer Nationalität
- Dragoslav Marković (1920–2005), jugoslawischer Politiker
- Dušan Marković (Fußballspieler) (1906–1974), jugoslawischer Fußballspieler
- Dušan Marković (Wasserballspieler) (* 1990), kasachischer Wasserballspieler
- Duško Marković (* 1958), montenegrinischer Politiker

### E
- Eman Markovic (* 1999), norwegischer Fußballspieler

### F
- Franjo Marković (1845–1914), kroatischer Philosoph

### G
- Goran Marković (* 1946), jugoslawischer Regisseur

### I
- Ivana Dulić-Marković (* 1961), serbische Politikerin und Hochschullehrerin
- Ivo Marković (* 1950), kroatischer römisch-katholischer Geistlicher

### J
- Jakub Markovič (* 2001), tschechischer Fußballtorhüter
- Jiří Markovič (* 1942), tschechischer Kriminalist
- Josip Marković (1874–1969), Architekt
- Jovan Marković (* 1976), serbischer Badmintonspieler
- Jovana Marković (* 1993), deutsch-serbische Fußballspielerin

### L
- Lazar Marković (* 1994), serbischer Fußballspieler
- Luka Marković (* 1993), kroatischer Eishockeyspieler

### M
- Marga Groove-Markovic (1920–2002), Neusser Künstlerin
- Marijan Marković (1840–1912), Apostolischer Administrator im Bistum Banja Luka
- Marijana Marković (* 1982), deutsche Degenfechterin
- Marjan Marković (* 1981), serbischer Fußballspieler
- Marko Marković (Journalist) (1935–2011), serbischer Sportjournalist
- Marko Markovič (Basketballspieler) (* 1985), slowenischer Basketballspieler
- Marko Marković (Musiker) (* 1988), serbischer Musiker
- Martin Marković (* 1996), kroatischer Leichtathlet
- Mihailo Marković (1923–2010), jugoslawischer bzw. serbischer Philosoph
- Milan Markovič (Schauspieler) (* 1943), slowakischer Humorist, Schauspieler und Moderator
- Milan Marković (Politiker) (* 1970), serbischer Politiker
- Milan Marković (Fußballspieler) (* 1979), serbischer Fußballspieler
- Milan Marković (Volleyballspieler) (* 1980), montenegrinischer Volleyballspieler
- Milivoje Marković (1939–2017), jugoslawischer bzw. serbischer Jazzmusiker
- Mille Markovic (1961–2014), schwedischer Boxer und Krimineller
- Miloš Marković (Wasserballspieler) (1947–2010), jugoslawischer Wasserballspieler
- Miloš Marković (Leichtathlet, 1989) (* 1989), serbischer Diskuswerfer
- Miloš Marković (Leichtathlet, 1996) (* 1996), serbischer Hürdenläufer
- Mina Markovič (* 1987), slowenische Sportkletterin
- Mirjana Marković (1942–2019), Ehefrau des jugoslawischen und serbischen Präsidenten Slobodan Milošević
- Moma Marković (1912–1992), jugoslawischer Funktionär
- Momčilo Marković (* 1987), serbischer Fußballschiedsrichter

### N
- Neven Marković (* 1987), kroatisch-bosnischer Fußballspieler
- Nikola Marković (Maler) (1843–1889), serbischer Maler
- Nikola Marković (Basketballtrainer) (* 1982), serbischer Basketballtrainer
- Nikola Marković (Basketballspieler) (* 1989), serbischer Basketballspieler
- Nina Marković-Khaze (* 1983), serbische Wissenschaftlerin

### O
- Olivera Marković (1925–2011), jugoslawische bzw. serbische Schauspielerin

### P
- Peter Markovič (1866–1929), österreichischer Maler
- Predrag Marković (* 1955), serbischer Politiker, Historiker und Schriftsteller
- Predrag Marković (Fußballspieler) (1930–1979), jugoslawischer Fußballspieler

### R
- Rade Marković (1921–2010), jugoslawischer bzw. serbischer Schauspieler
- Radovan Marković (* 1982), serbischer Basketballspieler
- Ranko Marković (* 1957), Pianist und Hochschullehrer in Wien
- Ratko Marković (1944–2021), serbischer Jurist und Hochschullehrer

### S
- Saša Marković (* 1971), serbischer Fußballspieler
- Sima Marković (1888–1939), jugoslawischer Politiker
- Siniša Marković (* 1988), österreichischer Fußballspieler
- Sinisa Marković (* 1987), bosnischer Tennisspieler
- Snežana Samardžić-Marković (* 1966), serbische Politikerin
- Srna Marković (* 1996), österreichische Volleyballspielerin
- Stefan Marković (* 1988), serbischer Basketballspieler
- Stevan Marković (1937–1968), Bodyguard von Alain Delon (siehe Marković-Affäre)
- Svetozar Marković (1846–1875), serbischer sozialistischer Politiker
- Svetozar Marković (Fußballspieler) (* 2000), serbischer Fußballspieler

### V
- Vasilije Marković (1882–1920), serbischer Historiker
- Vladan Marković (* 1977), serbischer Schwimmer
- Vladimir Markovic (* 1973), jugoslawisch-US-amerikanischer Mathematiker
- Vlatko Marković (1937–2013), jugoslawischer Fußballspieler und -trainer
- Vojislav Marković (1940–2005), jugoslawischer Tischtennisspieler

### Z
- Žarko Marković (* 1986), montenegrinischer Handballspieler
- Željko Marković (1889–1974), jugoslawischer bzw. kroatischer Mathematiker
- Zoran Markovic (* 1995), Schweizer Handballspieler